# Heinrichshof (Kreis Heiligenbeil)
Heinrichshof ist eine Wüstung im Kreis Heiligenbeil in Ostpreußen. Die frühere Ortsstelle befindet sich heute im Stadtkreis Mamonowo (Heiligenbeil) der Oblast Kaliningrad (Gebiet Königsberg (Preußen)) in Russland.

## Geographische Lage
Die Ortsstelle Heinrichshofs liegt am Westufer der Mamonowka (deutsch Bahnau, polnisch Banówka) im Südwesten der Oblast Kaliningrad, weniger als zwei Kilometer südlich der Stadt Mamonowo (Heiligenbeil) in Grenznähe zu Polen.

## Geschichte
Heinrichshof wurde im Jahre 1857 als großer Hof gegründet und gehörte bis 1945 zur Stadt Heiligenbeil in Ostpreußen. 1905 zählte der  Abbau 29 Einwohner.
Die Abtretung des gesamten nördlichen Ostpreußens 1945 in Kriegsfolge an die Sowjetunion betraf auch Heinrichshof. Der Name des Ortes wurde nach 1945 nicht mehr erwähnt, wohl weil er – im Grenzgebiet gelegen – nicht mehr besiedelt war. Auch eine russische Namensform gibt es nicht. Der Ort gilt offiziell als untergegangen.

## Religion
Bis 1945 war Heinrichshof in das Kirchspiel der evangelischen Kirche Heiligenbeil in der Kirchenprovinz Ostpreußen der Kirche der Altpreußischen Union eingepfarrt. Auch römisch-katholischerseits gehörte Heinrichshof zur Stadt Heiligenbeil, damals im Bistum Ermland gelegen.

## Verkehr
Die Ortsstelle von Heinrichshof ist wegen der Grenzlage nur schwerlich zu erreichen. Eine Landwegverbindung führt von Mamonowo aus dorthin. Bis 1945 war Heiligenbeil die nächste Bahnstation. Sie lag an der heute nur noch zwischen Kaliningrad und Mamonowo befahrenen Preußischen Ostbahn sowie an der heute nicht mehr existenten Bahnstrecke Heiligenbeil–Preußisch Eylau.